# Wapen van Houthulst

Wapen van Houthulst

Het gemeentewapen van de Belgische gemeente Houthulst grijpen terug naar de geschiedenis van de gemeente en het gebied. Bij de stichting van de nieuwe gemeente Houthulst werd gekozen voor het wapen van de abdij van Corbie. Deze abdij in het Franse Corbie (departement Somme) bezat reeds in de Karolingische tijd grote stukken van het Bos van Houthulst en landerijen, en hield er tot het eind van het ancien régime heerlijke rechten. Geen enkele andere gemeente had al dit wapen gekozen, ook geen Franse.
Het wapen staat als volgt beschreven:
In goud een kromstaf van lazuur ondersteund door een raaf van sabel en begeleid door twee afgewende sleutels van keel.
Hierbij is lazuur een blauwe kleur, sabel is zwart en keel is rood-oranje.
De raaf in het wapen wijst op de naam Corbie, vergelijkbaar met het Franse corbeau en het Latijnse corvus. De sleutels verwijzen naar Sint-Pieter, de patroon van de abdij. De kromstaf met de krul naar links toont dat de abdij onttrokken was aan de macht van de plaatselijke bisschop; ze was dus autonoom. Dit werd voor het eerst verleend in 855 door paus Benedictus III. Later werd de autonomie verlengd door volgende pausen.